# Dworek Jana Matejki w Krzesławicach

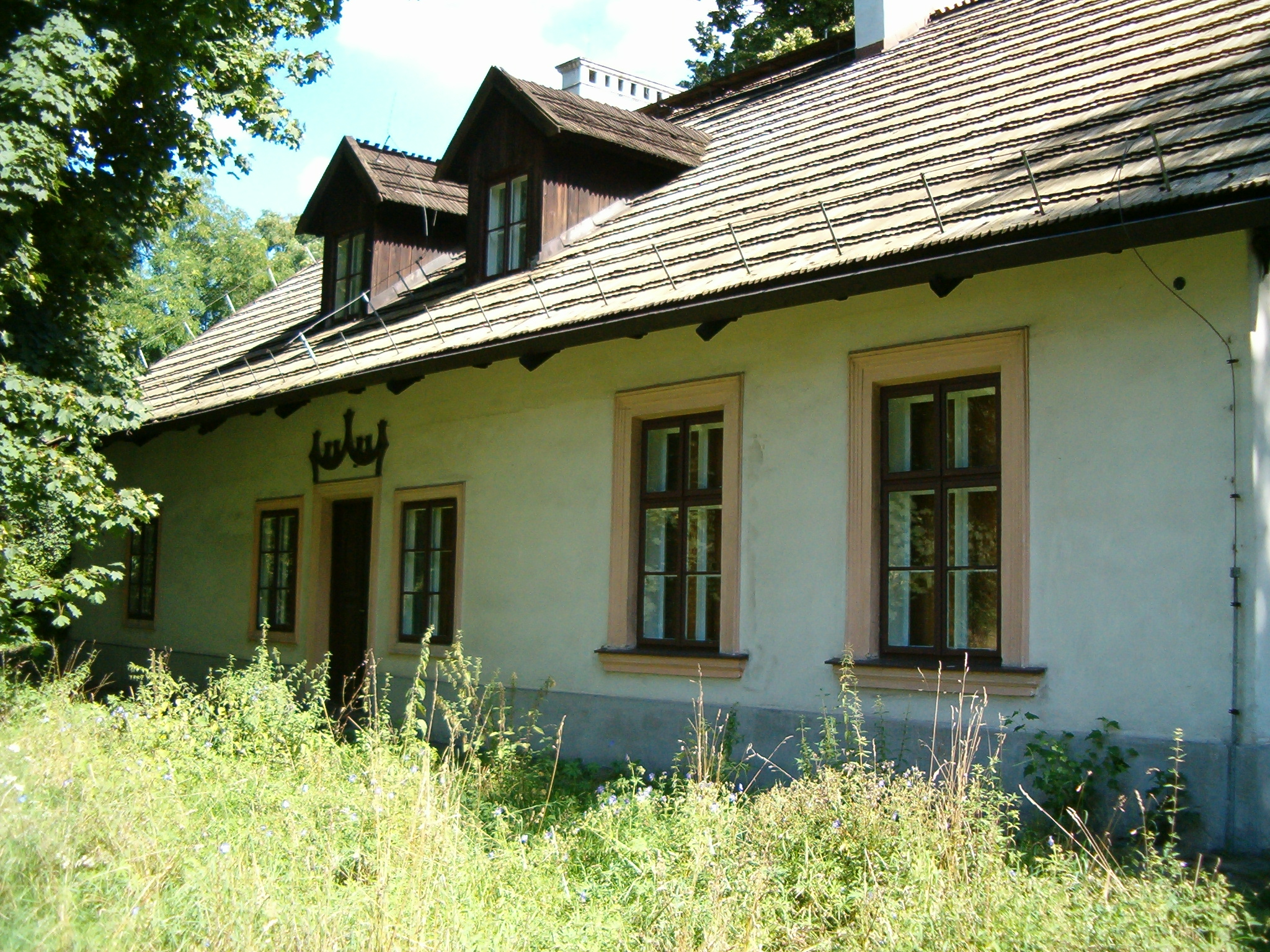
Dworek Jana Matejki w Krzesławicach – widok od tyłu

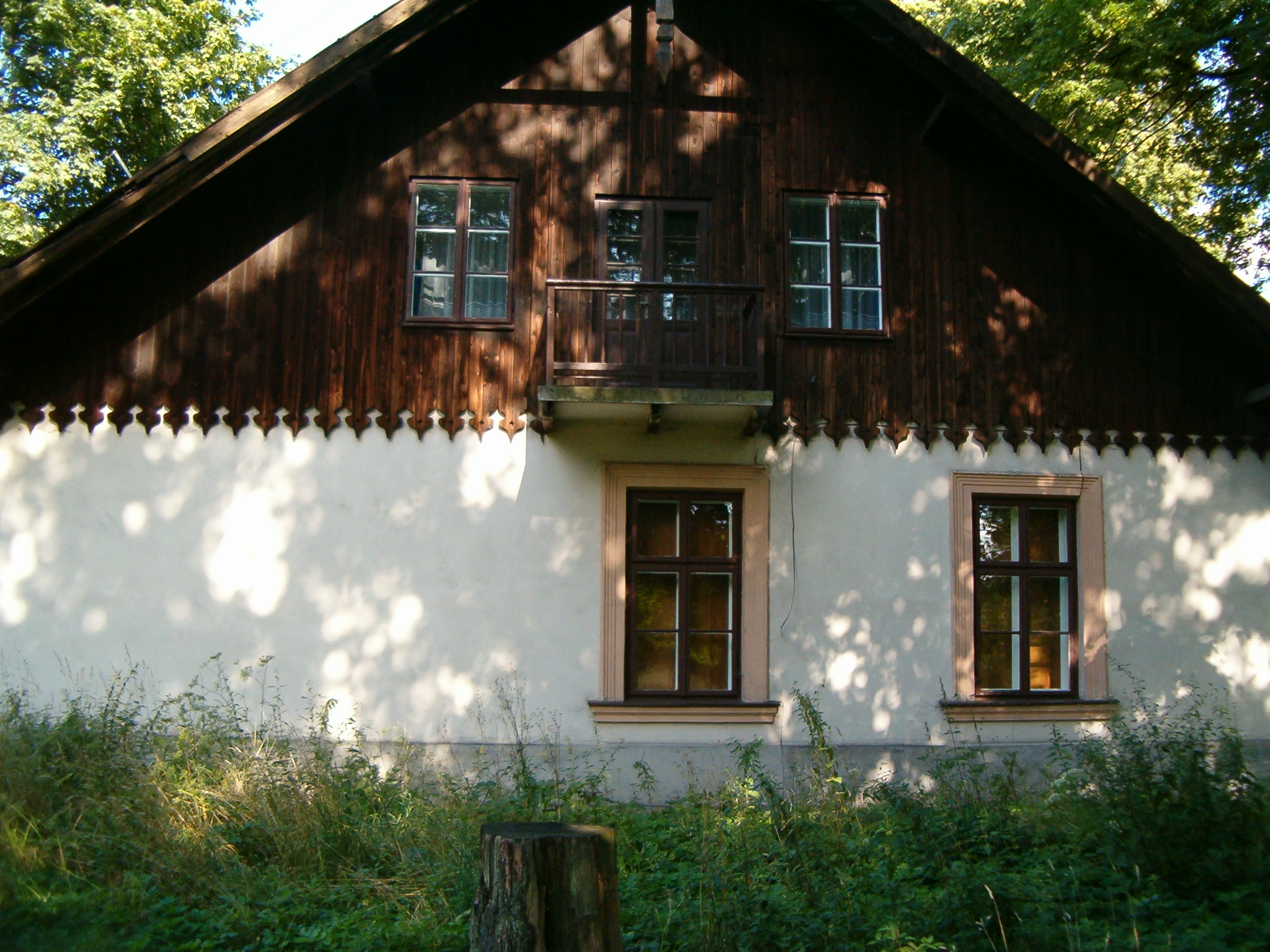
Dworek Jana Matejki w Krzesławicach – widok z boku (od strony Zalewu Nowohuckiego)

Dworek Jana Matejki w Krzesławicach – Muzeum Pamiątek po Hugonie Kołłątaju i Janie Matejce – staropolski dworek wystawiony w 1826, którego obecnym właścicielem jest Towarzystwo Przyjaciół Sztuk Pięknych w Krakowie. Jest to typowa parterowa rezydencja wiejska z dobudówką mieszczącą niegdyś pracownie Jana Matejki. Całość przykrywa dach gontowy, a od frontu dostawiona jest weranda zaprojektowana przez J. Matejkę. Dworek otoczony jest 4-hektarowym parkiem. Od 1966 pełni funkcję muzeum, które poświęcone jest twórczości Jana Matejki, a jedna z sal przypomina innego wybitnego mieszkańca Krzesławic, Hugona Kołłątaja.

## Historia
Pierwszymi znanymi właścicielami Krzesławic byli rycerze z rodu Gryfitów. W 1198 podarowali oni te dobra zakonowi bożogrobców w Miechowie, a pod koniec XVIII w. majątek trafił w ręce Akademii Krakowskiej. W 1788 tytułem emfiteuzy wszedł w jego posiadanie ówczesny rektor tej uczelni Hugo Kołłątaj (1750–1812).W tamtym czasie w Krzesławicach istniał także folwark. Wystawiony przez Hugona Kołłątaja dwór stał w miejscu, gdzie dziś znajduje się latarnia koło parkingu. Budowla ta już nie istnieje. Gdy zbudowano nowy dwór pełniła ona funkcję „kuchni letniej”, została rozebrana w 1918.
Po upadku wojny w obronie Konstytucji 3 maja dwór został Kołłątajowi odebrany i objął go konsyliarz konfederacji targowickiej Karol Głębocki. Jakiś czas mieszkała tam jeszcze matka Kołłątaja, Marianna z Mierzeńskich oraz jego siostra.
Na początku XIX w. teren zakupili Kirchmayerowie, którzy w 1826 wznieśli obecny dwór oraz przynależący do niego, rozległy park. Mieszkał tam Jan Kanty Kirchmayer, a potem dzierżawił te dobra Kazimierz Girtller, który zostawił ciekawe pamiętniki dotyczące terenów obecnej Nowej Huty.
Spokrewniony z Kirchmayerami Jan Matejko zakupił dworek w 1876 za pieniądze ze sprzedaży obrazu ,,Stefan Batory pod Pskowem". W tym okresie dworek został wyremontowany i rozbudowany według autorskiego projektu samego artysty. Matejko między innymi wprowadził ganek oraz własnego projektu pracownię malarską. W północnej części terenu parkowego znajdował się ogród swobodny, a w środkowej ogród o układzie kwaterowym. Od zachodu teren odgradzała rzeka Dłubnia. W Krzesławicach Jan Matejko stworzył wiele swoich dzieł, głównie portrety i szkice, np. portret Marii Golichowskiej, siostry malarza, a także cykl „Dzieje cywilizacji w Polsce”, „Bohdan Chmielnicki z Tuhaj-bejem pod Lwowem”, „Ksiądz Kordecki broniący Jasnej Góry”, „Rzeczpospolita Babińska” (w tle ukazany jest ogród dworski w Krzesławicach), „Bolesław Rogatka i Zofia z Doren”. Tutaj powstał też częściowo obraz „Kościuszko pod Racławicami”. Kopiec po którym jedzie na obrazie Naczelnik znajdował się w tutejszym parku, a do obrazu pozowali miejscowi chłopi (jeden z nich, przedstawiony jako Bartosz Głowacki, zmienił sobie potem nazwisko z Boligłowa na Głowacki). W Krzesławicach malarz wraz z rodziną odpoczywali, przyjmowali gości oraz urządzali liczne zabawy, takie jak kuligi czy kolędowania.
Po śmierci malarza dworek przeszedł w ręce żony, a następnie syna Tadeusza. Choć Jan Matejko marzył, by Krzesławice stały się siedzibą rodową, to majątek został tak zadłużony przez syna, że trzeba go było sprzedać. Trafił on w ręce dawnych plenipotentów Matejki, Cybulskich, a po nich objęła go ich córka Maria Burzyńska, która w 1960 przekazała dworek krakowskiemu Towarzystwu Przyjaciół Sztuk Pięknych. W zamian za ten gest, Karol Estreicher, prezes stowarzyszenia, zapewnił Marii Burzyńskiej rentę.
17 stycznia 1966 w dworku dokonano uroczystego otwarcia muzeum. Znalazły tu miejsce pamiątki po Janie Matejce i Hugonie Kołłątaju, wyeksponowano poczet królów i książąt polskich (autorstwa uczniów J. Matejki Leonarda Stroynowskiego i Zygmunta Papieskiego), utworzono też salę dydaktyczną.
Kolejnymi opiekunami Dworku J. Matejki w Krzesławicach byli:
- Katarzyna Kolasa
- Maciej Miezian
- Maria Przemecka-Zielińska
- Michał Pawelec.

Zespół dworsko-parkowy został wpisany do rejestru zabytków pod nr. A-330 z 30 czerwca 1961 i A-683 z 21 marca 1983.

## Zbiory
Z oryginalnego wyposażenia krzesławickiego dworu nie zachowało się wiele. Z czasów J. Matejki pochodzą: ganek (zaprojektowany przez artystę), drzwi wejściowe, drewniana ławka oraz dzwon do zwoływania domowników (obecnie na wieży pobliskiego kościoła).
Większość widocznego na ekspozycji umeblowania pochodzi z dawnego pałacu hrabiego Xawerego Pusłowskiego przy ul. Westerplatte i jest depozytem Muzeum UJ. Obrazy wiszące na ścianach w większości są własnością TPSP.
Do ciekawszych eksponatów należą:
- Sepet zdobiony kością (XVIII w.)
- Sepet zdobiony macicą perłową (XIX w.)
- Komplet mebli w stylu Ludwika Filipa
- Szafa rokokowa z 1737
- Stół i szafa w stylu neobarokowym (według tradycji po Henryku Sienkiewiczu)
- Fortepian na którym grywała żona Jana Matejki, Teodora Matejko
- Skrzynia na rysunki po Janie Matejce
- Jan Matejko, Głowa konia
- Jan Matejko, Orzeł (proj. polichromii do Kościoła Mariackiego w Krakowie)
- Jan Matejko, Herb cechu ślusarzy (proj. polichromii do Kościoła Mariackiego w Krakowie)
- Jan Matejko, oprawiony cykl grafik: Stroje w Polsce z dedykacją dla Leona Serafińskiego
- Gałąź palmowa z wieńca przysłanego na pogrzeb Jana Matejki przez Henryka Siemiradzkiego
- Nekrolog Jana Matejki
- Leonard Stroynowski, Zygmunt Papieski, Poczet królów i książąt polskich
- NN, Portret Tadeusza Kościuszki
- NN, Portret Stanisława Augusta Poniatowskiego
- NN, Portret Hugona Kołłątaja
- Stefan Żechowski, Jan Matejko u umierającego Artura Grottgera
- Portrety państwa Cybulskich
- Stefan Matejko, Poranek w Krzesławicach
- Ludwik Leszko, Dworek w Krzesławicach
- Stefan Rostworowski, Dworek w Krzesławicach
- Halina Cieślińska-Brzeska, W hołdzie Janowi Matejce.